# 的黎波里省
的黎波里省（阿拉伯语：‎，Shab'iyaẗ Ṭarābulus）是利比亚的一个省，位于利比亚西北部，人口约106万。首府的黎波里，同时也是利比亚的首都。